# Galla Gaulo

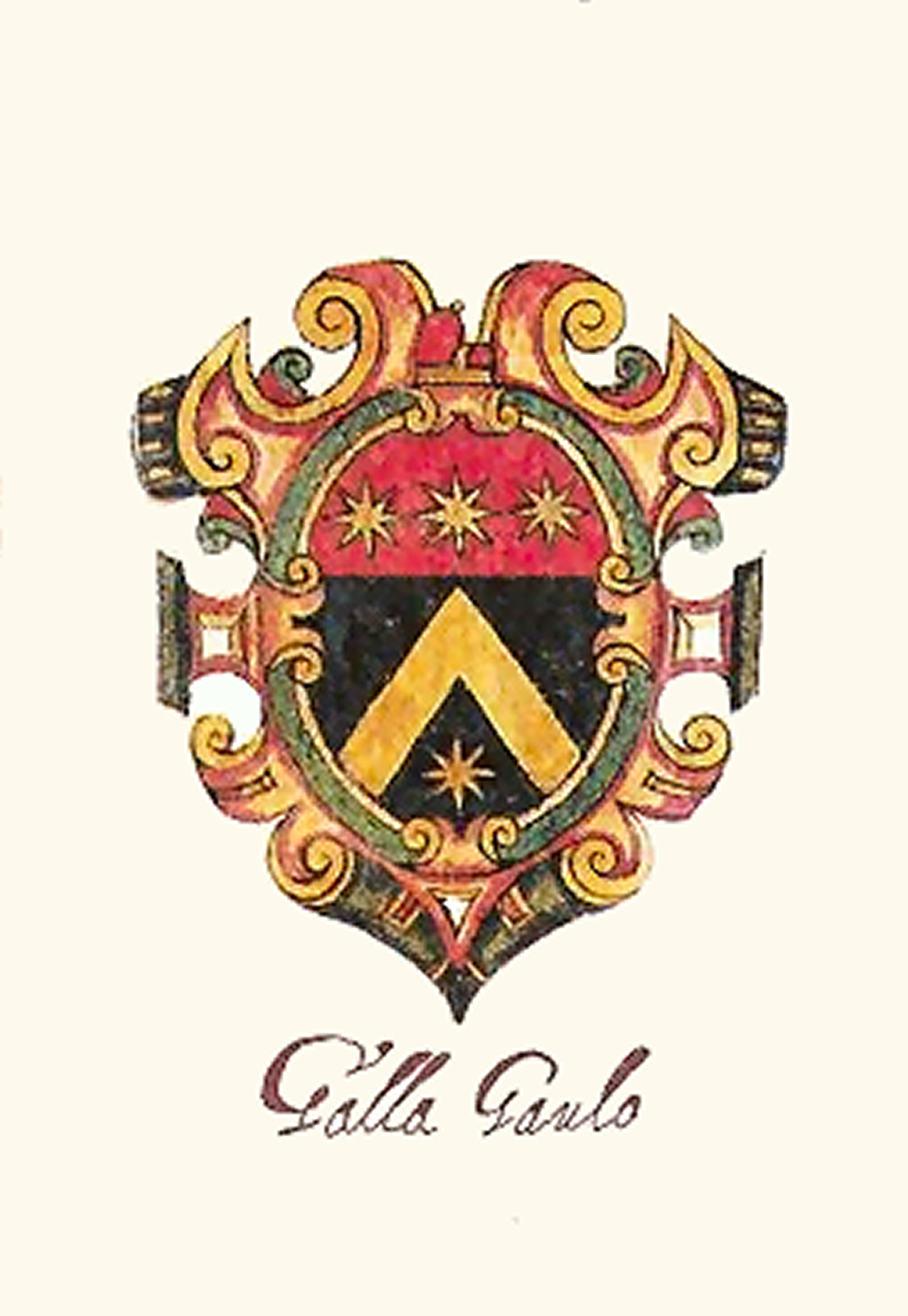
Wapenschild van doge Galla Gaulo

Galla Gaulo (8e eeuw) was de 5e doge van de Republiek Venetië. Hij regeerde van 755 tot 756. Formeel was Venetië deel van het Byzantijnse Rijk; in feite was Venetië een onafhankelijk hertogdom.

## Levensloop
Tijdens de regering van zijn voorganger Teodato Ipato, hield Galla zich bezig met het ombrengen van zijn tegenstanders. Een tegenstander was bijvoorbeeld Enrico Barabaramano. Galla gedroeg zich als een tegen-doge en intrigeerde tegen doge Teodato Ipato. Hiertoe had hij een privé-militie in dienst, die opereerde vanuit zijn machtsbasis, de wijk Malamocco in Venetië. In 755 pleegde hij een coup, liet Teodato Ipato de ogen uitsteken en stuurde hem in ballingschap.
Van het jaar dat hij Venetië bestuurde, is enkel bekend dat hij luxueus leefde in Malamocco. Op een nacht in 756 omsingelden burgers zijn villa. Ze bonden Galla vast en droegen hem weg op een stoel. Galla schreeuwde het uit. Venetiaanse rechters veroordeelden hem tot dezelfde straf als wat hij zijn voorganger aangedaan had: de ogen uitsteken en in ballingschap sturen. Galla werd opgevolgd door Domenico Menegario.